# 驭远号无防护巡洋舰
“驭远”舰是一艘清朝海军所建造的蒸汽驱动无防护巡洋舰。本舰是海安级的两舰之一，另一艘是姊妹舰“海安”号。直到20世纪30年代，这两舰都是中国建造的最大舰只。在中法战争期间，本舰积极参加了保卫南京的战斗，并加入分舰队派往台湾解除封锁。1885年2月15日，“驭远”号在石浦海战中沉没。

## 设计
作为一艘海安级木制蒸汽驱动军舰，“驭远”号是由江南造船厂为南洋水师所设计建造，也是该厂建造的第一款巡洋舰。本舰在江南造船厂内的编号为第六号，由美国工程师设计。在1931年“平海”号轻巡洋舰建成归国之前，“驭远”号与其姊妹舰“海安”号是中国海军最大的舰只。
“驭远”号全长300英尺（91.44），排水量为2,800公噸（2,756長噸），是中国建造的首款超过2000吨的军舰。该舰舰体总长为300英尺（91.44），舷宽42英尺（13），平均吃水深21英尺（6.4）。全舰木质外壳以铁钉连接捻缝工艺来建造，未装备装甲。此外，由于在建造时使用了来自俄勒冈州和温哥华的劣质松木，使得本舰木质部分在使用了几个月后就已经出现了明显的腐烂迹象。
其舰载推进系统由4座锅炉为1台1,750匹指示馬力（1,300千瓦特）2缸立式往复式发动机提供蒸汽以驱动单轴浆。这使其巡航速度可达到12節（22每小時；14英里每小時）。此外本舰还安装了三根桅杆并配备了帆具装备，1艘轮机舢板和8艘桅帆舢板，而其常规核定船员编制为372人。
本舰的武装最初包括2门安装在上层甲板的9英寸（229）前膛炮和安装在舷侧的24门70磅惠特沃斯舰炮。在随后的检修中，舷侧舰炮被更换为大小不一的克虏伯炮：上层甲板两门为8.2英寸（210），舷侧被更换为4门5.9英寸（150）炮和20门4.7英寸（119）炮。“驭远”号最终的造价达到了318,717两，预算超支使其建成后并未立即投入使用。

## 服役
“驭远”号于1873年开建，同年12月23日从江南造船厂下水，在该厂内生产编号为第6号，比“海安”号晚了19个月。下水后，为弥补超支的建造成本，“驭远”号一开始并没有及时投入现役，而是留在吴淞区作为仓库和警备船。
1884年中法战争期间，法国海军远东舰队在马江之战中向中国军队发动了攻击。随后，本舰被编入南洋水师，以防法军舰只北上攻击南京。但法国军队并没有攻打南京，而是瞄准了台湾。为此，本舰在1884年11月与“超勇”号、“扬威”号、“开济”号、“南琛”号、“南瑞”号无防护巡洋舰以及小型风帆战船“澄庆”号组成援闽编队前往台湾以打破法国舰队对该岛的封锁。然而因朝鲜发生事变，“超勇”号和“扬威”号紧急赶赴朝鲜。剩余5艘舰只组成舰队由吴安康指挥继续南下援台，其中“驭远”号则由金荣指挥。在舰队所有指挥官中，只有“澄庆”号舰长蒋超英有过海上训练的经验。

### 石浦海战

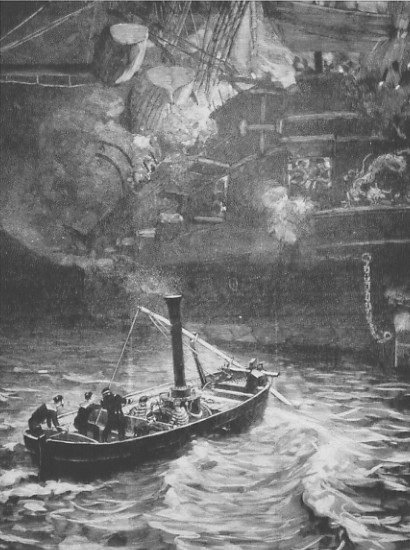
1885年2月15日，法国海军用杆雷攻击石浦湾内的“驭远”号。

海戰航跡圖

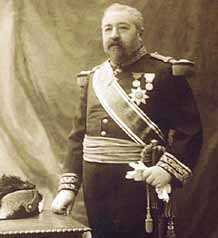
帕爾馬·古爾登相片

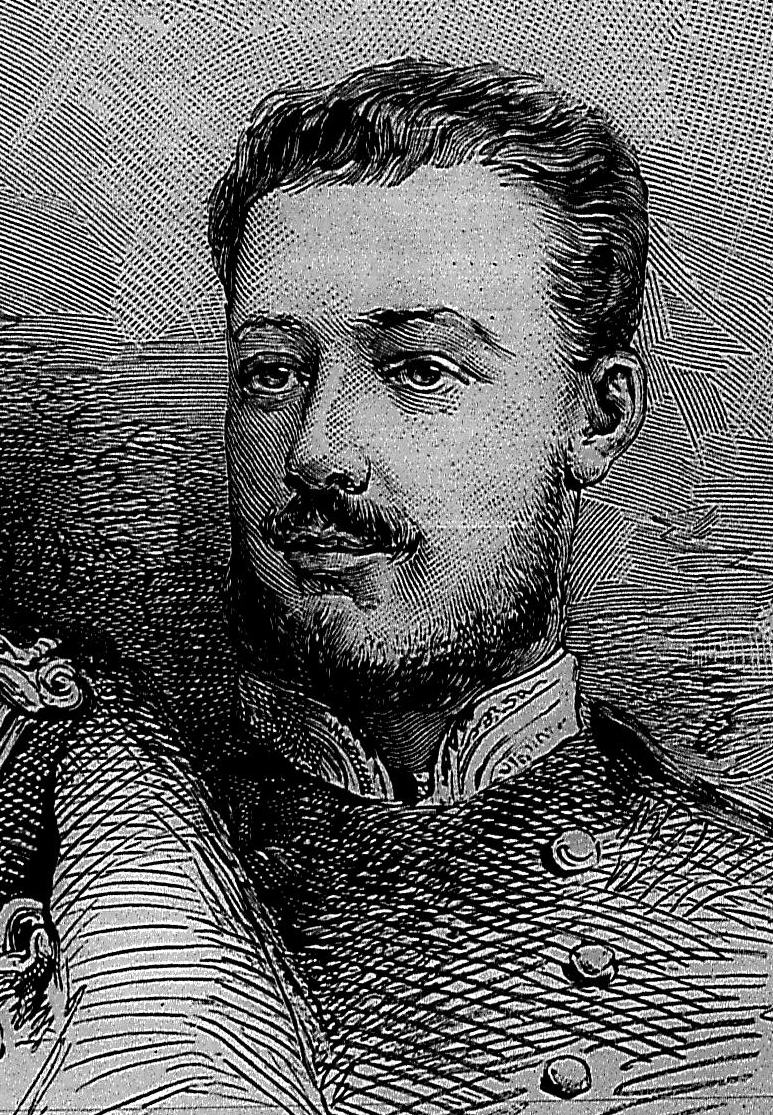
杜博克畫像

这支由5艘南洋水师军舰组成的舰队于1885年1月18日离开上海向南行进。期间，吴安康于2月1日以燃煤用尽为由进入石浦港进行补给。孤拔率领的法军舰队则于2月7日开始主动出击北上搜索前来的中国舰队。2月13日清晨，法国舰队在檀头山附近发现了正要返回上海的南洋水师的五舰编队。彼时中国舰队正以V字形编队行进，航速较慢的“驭远”号和“澄庆”号两舰在编队最后。于是孤拔下令向中方发起进攻。航速较快的“开济”号、“南琛”号以及“南瑞”号借着大雾迅速避开了法军舰队，而“驭远”号和“澄庆”号则退避回石浦港。
“驭远”号和“澄庆”号两舰经三门湾进入石浦港湾内，法国舰只由于不熟悉水道而没有进入港湾内，仅仅是分三路封堵出口。1885年2月14日，孤拔派角蝰號(Aspic)炮艦和偵察號(Éclaireur)偵巡艦入三門灣偵察，確定「驭远」号和「澄庆」号在石浦港媽祖宮前泊位。2月15日凌晨，法军旗舰“巴雅”号舰载兩艘杆雷汽艇分別由副長帕爾馬·古爾登中校和水雷官埃米爾·杜博克率領出擊，進行過偵察的拉威爾中尉負責引水，成功地隐藏在三門湾内各种大小的渔船之中。凌晨三點半，古爾登的杆雷艇以杆雷擊中馭遠號艦尾右側，但杆卡在馭遠號上，不得不棄杆，艇上一名法国水手被击中落水而亡。杜博克的杆雷艇再度以杆雷擊中馭遠號右舷，兩艇在清軍砲火下一起撤退。
天亮时，“驭远”号和“澄庆”号双双被发现已沉没。兩江總督曾國荃奉旨調查，回奏稱兩艦均被法軍以魚雷擊中，清軍為避免延燒到艦上火藥爆炸或被法軍捕獲而自行擊沉。然而，法军方面的战报则声称“澄庆”号不是由法军擊沉。后世史学界对此有多种记载，除了有包括当事军官在内的清政府官员报告被法军击沉说，也有资料指出是舰上成员为避免被俘自行凿沉说，甚至是被己方火炮误伤说。当时正驻在“驭远”号上的美国顾问L·C·阿灵顿记录称当法军快艇来袭时，中方并未有有效的抵抗，岸上的炮兵也只是在“驭远”号遭到袭击后才开火。其中有一枚炮弹击中了“澄庆”号，这可能导致了该舰的沉没。这是整场中法战争期间中方最后一次有舰只被击沉，而“驭远”号是在冲突中被击沉的最大的船只。

## 脚注

### 引文
1. 1 2 3 4  陈悦 2015，第68頁
2. ↑  陈悦 2015，第70頁
3. 1 2 3 4 5 6 7 8 9 10  Wright 2000，第34頁.
4. 1 2 3  汪衍振 2012，第570頁
5. ↑  陈悦 2015，第68，70頁
6. 1 2 3 4 5 6 7 8 9  刘传标 2011，第153頁
7. ↑  范永进 et al. 2017，第131頁.
8. 1 2  Wright 2000，第35頁.
9. ↑  Chesneau & Kolesnik 1979，第395頁.
10. ↑  樊百川 2003，第1521頁
11. ↑  《中国舰艇工业历史资料丛书》编辑部 1994，第928頁
12. ↑  Wright 2000，第63頁.
13. 1 2 3  Wright 2000，第64頁.
14. 1 2  刘传标 2017，第408頁.
15. ↑  田昭林 2019，第467頁
16. ↑  陈悦 2018，第280頁
17. ↑  刘传标 2011，第153-154頁
18. 1 2 3 4 5  刘传标 2011，第154頁
19. ↑  陈悦 2018，第280-281頁
20. ↑  《石浦镇志》编纂委员会 2017，第984-985頁
21. ↑  孤拔戰報 1885，第36頁
22. ↑  紀榮松 2002，第11頁
23. ↑  孤拔戰報 1885，第36-37頁
24. ↑  紀榮松 2010，第32-33頁
25. 1 2 3  Wright 2000，第65頁.
26. 1 2  孤拔戰報 1885，第37頁
27. 1 2  《石浦镇志》编纂委员会 2017，第985頁
28. 1 2 3  陈悦 2018，第286頁
29. ↑  曾國荃 2008，第203-204頁
30. ↑  王彦威 & 王亮 2015，第1158頁
31. 1 2  Arlington 1931，第42頁.
32. ↑  Sondhaus 2004，第76頁.

## 期刊来源
- 紀榮松, , 《臺灣風物》, 2002年, 卷52 (4期)  [2022-04-11], （原始内容存档于2022-04-11） （中文（臺灣））
- 紀榮松, , 《淡江史學》, 2010-09-01, 22期: 147–188頁  [2022-04-11], doi:10.29712/THR.201009.0007, （原始内容存档于2022-04-11） （中文（臺灣））
- . The Sydney Morning Herald. 1885-03-28  [2022-04-11]. ISSN 0312-6315. （原始内容存档于2022-04-11） （英语）.
- United States Office of Naval Intelligence (编), , , General information series, No. IV, Washington D.C.: General Printing Office, 1885年  [2022-04-11], （原始内容存档于2022-04-11） （英语）